# Pałac Sapiehów w Warszawie
Pałac Sapiehów, także Koszary Sapieżyńskie – pałac znajdujący się przy ul. Zakroczymskiej 6 w Warszawie.

## Historia
Pałac został zbudowany w latach 1731–1746 w stylu barokowym według projektu Jana Zygmunta Deybla dla kasztelana trockiego, późniejszego kanclerza wielkiego litewskiego, Jana Fryderyka Sapiehy.
W 1817 roku będący w złym stanie budynek kupiła od Sapiehów Komisja Rządowa Wojny Królestwa Polskiego. W latach 1818–1820 został przebudowany w stylu klasycystycznym na koszary według projektu Wilhelma Henryka Mintera. Przebudowa ta w dużym stopniu spowodowała zniszczenie bogatej szaty rokokowej na elewacjach. Od 1820 roku do powstania listopadowego pełnił funkcje koszar 4 Pułku Piechoty Liniowej – Czwartaków. Po powstaniu listopadowym, do wycofania się Rosjan z Warszawy w sierpniu 1915 roku, pałac pełnił rolę koszar wojsk rosyjskich. W tym czasie jego elewacja uległa dalszej dewastacji w wyniku skucia boniowania i ryzalitu wejściowego. 
W dwudziestoleciu międzywojennym w pałacu mieściła się filia Głównego Wojskowego Szpitala Ujazdowskiego. 
Pałac został zbombardowany i spalony przez Niemców w 1944.
W latach 1950–1955 pałac został zrekonstruowany przez Marię Zachwatowicz według oryginalnych planów Jana Fryderyka Deybla.
W 1965 pałac został wpisany do rejestru zabytków.
Od roku 1972 w pałacu mieściły się Specjalna Szkoła Podstawowa nr 196, później (w 1999 roku) Przedszkole Specjalne nr 343 i Specjalne Gimnazjum nr 153. Od 2005 roku zaczęto stosować nazwę „Specjalny Ośrodek Szkolno-Wychowawczy nr. 15 dla Dzieci Słabosłyszących im. Ottona Lipkowskiego”.